# École privée
Pour un article plus général, voir Enseignement privé.
 (septembre 2024).
Les écoles privées sont des écoles qui ne sont pas administrées par leur gouvernement local, étatique ou national et qui conservent donc le droit de sélectionner leurs élèves et sont financées, en tout ou en partie grâce aux frais de scolarité qu'elle demande à ses élèves, plutôt qu'entièrement par des fonds gouvernementaux. La plupart des écoles privées offrent des bourses d'études qui permettent de rendre la fréquentation plus abordable pour des étudiants possédant un talent quelconque, généralement au niveau académique ou sportif.
Le terme école privée désigne habituellement une école primaire ou secondaire et n'est que très rarement utilisé pour désigner une université[réf. nécessaire].

## Afrique
Les écoles privées en Afrique aident les différents pays à accueillir plus d'apprenants. Les établissements publics sont insuffisants à l'inscription des écoliers et écolières qui augmentent chaque année.
Les écoles françaises aussi sont présentes en Afrique  et elles donnent l'opportunité à ceux qui adhère de recevoir des cours parallèles au programme français, comme l'école française en Afrique du sud. Au Togo loveth international schools est l'une des écoles privées Bilingue du pays. Elle accueille les élèves du programme français et anglais.
Le British schools aussi est une école privée des anglais qui sont présents dans les pays africains comme le Nigeria et l'Afrique du sud. Le British schools accompagne ses élèves dans le programme anglais et favorise aux étudiants de continuer leur étude en Angleterre.

### Tunisie
- École pluridisciplinaire internationale

## Amérique du Nord

### Canada
Les écoles privées au Canada, quel que soit l'ordre d'enseignement, se développent et sont gérées en fonction des lois des différentes provinces touchant les écoles privées. À titre d'exemples, il y a la Loi sur l'enseignement privé au Québec, la Loi sur les collèges privés d'enseignement professionnel de l'Ontario et le Private Vocational Training Act de l'Alberta. Également, il existe des écoles reconnues par le Gouvernement du Canada. 
Il existe un grand nombre d'écoles privées au Canada, qu'elles soient d'ordre technique ou de la formation générale. On compte aussi quelques universités privées,. Il existe des provinces où le réseau privé est plus développé que d'autres, pour des raisons de population et d'ampleur du réseau public. Il existe des écoles techniques privées reconnues aux fins de soutien financier par le Programme canadien de prêts aux étudiants, qui s'applique dans la majorité des provinces canadiennes, et d'autres qui ne le sont pas, ce qui a une incidence sur les montants pouvant être octroyés aux étudiants. 
Dans certaines provinces, les activités éducatives sont balisées par des philosophies (par exemple, pédagogie Montessori). Il y a des écoles qui s'adressent à des communautés religieuses précises. Des écoles privées peuvent être indépendantes, ou encore regroupées en groupes d'établissements, qu'on appelle au Québec « groupes de collèges » (le groupe Collège Lasalle en est un exemple connu, bien qu'il y en ait d'autres) et dans le reste du Canada « Education Groups », qui peuvent s'étaler, sur plus d'une province, et donc comprendre des établissements régis par différentes lois. 
L'influence de certaines idées américaines se fait sentir dans le développement du réseau privé de l'éducation au Canada. Par exemple, il y existe une université généraliste : l'Université Quest. La constitution d'« Education Groups » rappellent certains groupes américains présents au Canada. Certains groupes ont des activités limitées à un seul ordre d'enseignement, alors que d'autres ont des activités plus diversifiées, touchant à la fois à la formation générale des jeunes, à la formation technique et même à la formation universitaire. 
- Collège Saint-Vlad de Vanier
- Québec : École Jésus-Marie de Beauceville, Séminaire de Sherbrooke, Campus Notre-Dame-de-Foy de Saint-Augustin-de-Desmaures, Collège de Champigny de Ste-foy, Collège Jésus-Marie de Sillery, Séminaire Saint-François, Vision Sillery Inc., École Vision Saint-Augustin, La petite école Vision Lac-Beauport, Collège Stanislas, Juvénat Notre-Dame du Saint-Laurent, École Vision Rive-Sud, Saint-Jean Eudes, École Marie-Clarac.

### États-Unis
Les écoles privées aux États-Unis sont généralement réservées aux enfants issus de la bourgeoisie en raison des coûts d’inscription souvent très élevés. Ces établissements tendent à creuser les inégalités en procurant à des élèves déjà favorisés de meilleurs conditions d'enseignement. Ces derniers sont ensuite surreprésentés dans les universités et accaparent l’accès aux bourses les plus prestigieuses. Le modèle de financement des écoles privées, reposant sur les aides de l’État et des dons défiscalisés, fait l'objet de critiques.

## Europe

### Belgique
Une distinction est faite entre l'enseignement privé reconnu par les Communautés de Belgique (autorités compétentes pour l'enseignement), plus généralement désigné comme l'enseignement libre ou subventionné, et les établissements d'enseignement pleinement privés dont les formations et diplômes ne sont pas reconnus.
En règle générale, les établissements d'enseignement privé reconnus sont assimilés à l'enseignement public : depuis le pacte scolaire de 1958, ils sont soumis aux mêmes lois et décrets, tiennent les mêmes frais de scolarité – ainsi que la gratuité dans le cas de l'enseignement obligatoire – et leurs diplômes sont émis par les Communautés de Belgique de la même manière que les écoles publiques. La majorité des établissements d'enseignement belges sont ainsi des établissements privés reconnus et subventionnés. À leur tour, l'écrasante majorité de ces établissements sont des écoles catholiques et – à moindre mesure – des écoles relevant d'autres confessions.
Face à cela, des écoles pleinement privées qui ne sont pas reconnues par les autorités existent mais demeurent une part marginale de l'enseignement, à la fois en nombre d'établissements et surtout en nombre d'étudiants. On parle alors généralement d'école privée, en opposition aux écoles libres subventionnées qui sont assimilées aux écoles publiques. L'existence de ces écoles est garantie par la liberté d'enseignement inscrite dans la Constitution. Cependant, un élève inscrit à un établissement privé non reconnu n'est – par exemple – pas nécessairement considéré comme respectant l'obligation scolaire, ou portant le statut d'étudiant. De surcroît, certaines règles juridiques encadrent l'existence de ces établissements, tel que – en Fédération Wallonie-Bruxelles – l'obligation de préciser sur toutes les communications de l'établissement privé qu'il s'agit d'enseignements et de diplômes non reconnus.

#### Supérieur
Dans l'enseignement supérieur, certaines écoles non reconnues ni subventionnées sont également des institutions de droit public, ou de droit privé fondé par des autorités publiques.